# Calophyllum parkeri
Calophyllum parkeri är en tvåhjärtbladig växtart som beskrevs av C. E. C. Fischer. Calophyllum parkeri ingår i släktet Calophyllum och familjen Calophyllaceae. Inga underarter finns listade i Catalogue of Life.